# Покољ на пиџама журци
Покољ на пиџама журци (енгл. Slumber Party Slaughter) је амерички хорор филм из 2012. године. Написала га је и режирала Ребека Чејни, рођака Дуж Чејни, у свом редитељском дебију. У филму глуме Чејни, Том Сајзмор, Рајан О'Нил и Роберт Карадине, и произвели су га Серафим Филмс и Чејни. Био је номинован девет пута за Акцију на Филмском Интернационлном Филм фестивалу 2012 године, освојио је три награде и Чејни је освојила награду за најбољег редитеља 2012 године на Бостонском интернационалном филмском фестивалу.

## Прича
Ренди и његови пријатељи су у стриптиз клубу, пију алкохол и уживају у шоу, када се појављује Том Кингсфорд. Вилијам О'Тол, брутални воајер је власник клуба. Ексцентрична филмска звезда, Том одлучује да унајми четири стриптизете, да буду са њим за вече забаве. Оно што не знају је да, када напусте клуб, тајно их прати поремећени и чести клијент клуба, који је познат само као Дејв. Том их води на језиво гробље, које је такође постојеће место злочина. Када је Том случајно убијен и сахрањен на гробљу, четири девојке одлучиле су да не причају о трагедији, не схватајући да је то намештаљка. Свакако им не требају невоље са полицијом, с обзиром на њихову професију, и оне дају завет да почињу нови живот.
Годину дана касније, на годишњицу Томовог убиства, једна од девојака пронађена је обезглављена. Остале девојке одлучују да се поново окупе на пиџама журци, ослањајући се на то да их има у великом броју. Али, њихови најгори страхови се остварују када, заједно са Рендијем и његовим пријатељима, један по један бивају заклани. Они који су били присутни у клубу те ноћи када се Том мистериозно појавио, немају представу о томе ко је убица, да ли би то могао бити Вилијам, садистички власник, чести клијент клуба Дејв, или неко дуги.

## Улоге
| Глумац            | Улога             |
| ----------------- | ----------------- |
| Том Сејзмор       | Том Кингсфорд     |
| Рајан О'Нил       | Вилијам О'Тол     |
| Роберт Карадине   | Дејв              |
| Тајлер Јаков Мур  | Зак               |
| Стефани Романов   | Викторија Спенсер |
| Ребека Чејни      | Кејси Реитс       |
| ХК Гонзалез       | Ренди             |
| Елиса Левенска    | Нађа              |
| Каролин Мацеј     | Никол Стивенс     |
| Џерод Банч        | Леонард           |
| Мајкл Бовен       | Мод човек         |
| Кејси Браун       | Боби Реиц         |
| Мариса Скел       | Фелициа           |
| Скот Реиц         | Детектив Рејнолдс |
| Роберт Ален Mukес | Баштован          |
| Макс Клевен       | Шериф Боуден      |
| Џоселин Саенс     | Томова супруга    |
| Патрик Кокс       | Избацивач број 1  |
| Кристофер Крос    | Човек-Вук         |
| Мартин Тејлор     | Заменик Шон       |

## Издање и коментар
Филм је премијерно приказан 4. априла 2012. на филмском фестивалу Феникс и 14. априла 2012. на Бостонском Филмском Фестивалу.
У свом прегледу филма, "Апокалипса касније" била је "разочарана писањем филма", глумци су доследно добри, али ниједан од њих није довољно добар да изнесе слику ...разни субплоти су достојни, али одвраћају од већих слика, а Ребека Чејни може да пише и изгледа да има много тога да каже, али изгледа да не може да се одупре и види њену сценографију на даљину...толико потенцијала овде једноставно није реализовано, јер је изгубљено у мешавини.

## Награде и номинације
| Годину | Фестивал                                        | Категорија                         | Прималац              | Резултат | Реф.  |
| ------ | ----------------------------------------------- | ---------------------------------- | --------------------- | -------- | ----- |
| 2012   | Акције На Међународном Филмском Фестивалу Филма | Најбољи режисер                    | Ребека Чејни          | Освојено | [ 7 ] |
| 2012   | Акције На Међународном Филмском Фестивалу Филма | Најбољи звучни дизајн              | Покољ на пиџама журци | Освојено |       |
| 2012   | Акције На Међународном Филмском Фестивалу Филма | Најбољи Специјални Ефекти У Фокусу | Покољ на пиџама журци | Освојено |       |
| 2012   | Бостон Међународни Филмски Фестивал             | Најбољи Редитељ                    | Ребека Чејни          | Освојено |       |

## Линкови
1. ↑  Astell, Hal C. F. (22. 8. 2012). „Slumber Party Slaughter (2012)”. www.apocalypselaterfilm.com. Apocalypse Later Film.
2. ↑  Shanahan, Mark; Goldstein, Meredith (14. 4. 2012). „Tom Sizemore says he’s doing better”. Boston Globe.
3. ↑  „Boston International Film Festival Announces 2012 Winners”. Boston IFF.
4. ↑  Wells, Mitchell (24. 9. 2012). „Slumber Party Slaughter Produced By Seraphim Films”. Horror Society.
5. ↑  Hallam, Scott (13. 4. 2012). „Slumber Party Slaughter Screening in Boston to Bring Out Stars”. Dread Central.
6. ↑  Slumber Party Slaughter, Приступљено 18. 9. 2018
7. ↑  „Action On Film 2012 Official Award Nominated Films” (PDF). Action On Film. 2012.